# Elke Wehr (Übersetzerin)

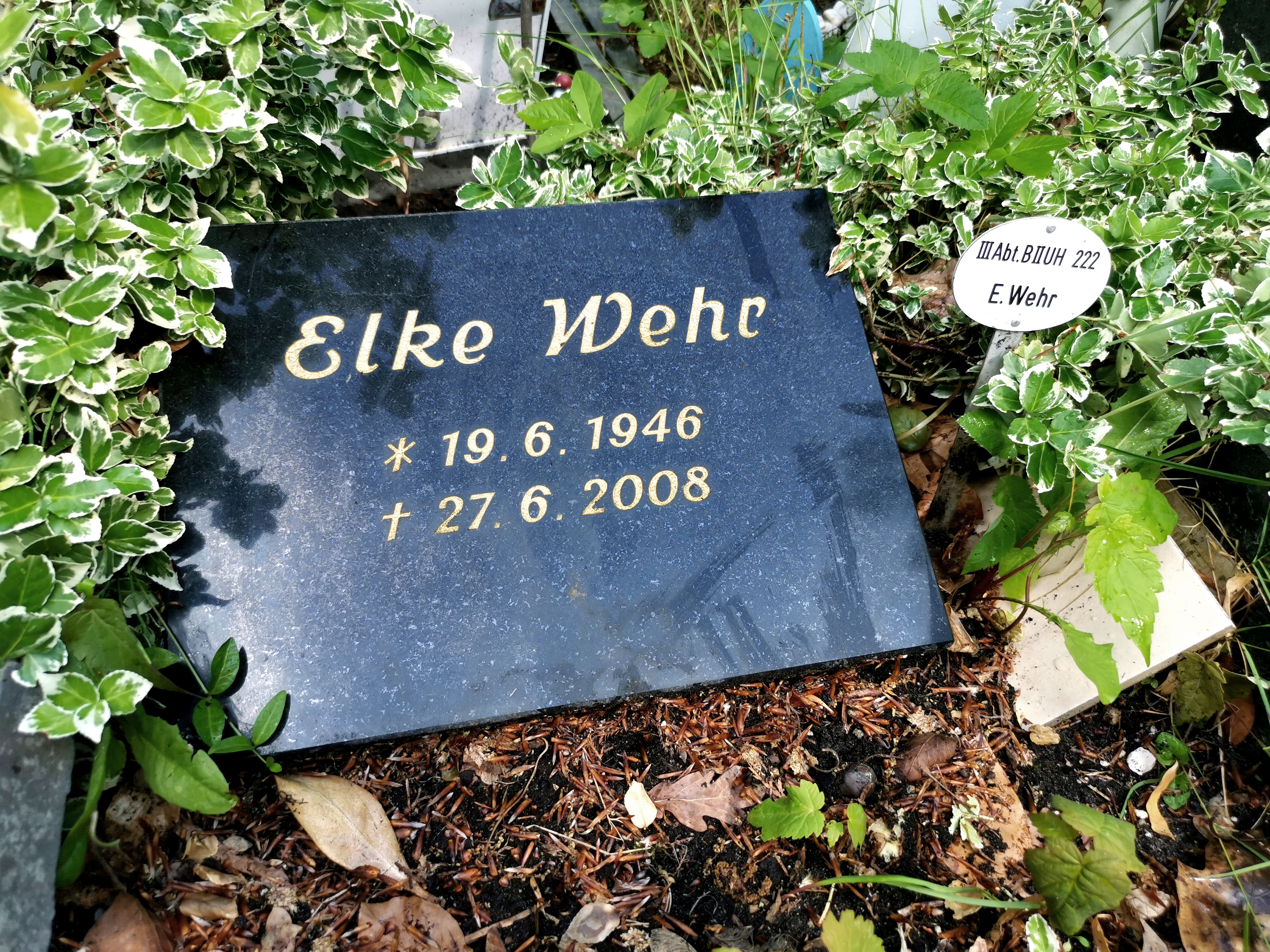
Grab auf dem Luisenfriedhof III in Berlin-Westend

Elke Wehr (* 19. Juni 1946 in Bautzen; † 27. Juni 2008 in Berlin) war eine deutsche Übersetzerin.

## Leben
Elke Wehr wuchs in der DDR auf; 1961 floh die Familie in die Bundesrepublik Deutschland. Elke Wehr studierte Romanistik in Paris und Heidelberg, anfangs mit dem Schwerpunkt Französisch und Italienisch. Angeregt von Rudolf Wittkopf, konzentrierte sie sich später auf das Spanische. Seit den Siebzigerjahren übersetzte sie eine Vielzahl von spanischen und lateinamerikanischen Prosaautoren ins Deutsche, darunter
Javier Marías und Mario Vargas Llosa. Elke Wehr, die abwechselnd in Madrid und Berlin lebte, erhielt 2006 für ihr übersetzerisches Werk den Paul-Celan-Preis.

## Herausgeberschaft
- Madrid, Frankfurt am Main [u. a.] 1998

## Übersetzungen
- Abstrakte Malerei heute, Bielefeld 1996
- Leopoldo Alas: Sein einziger Sohn, Frankfurt am Main 2002
- José María Arguedas: Diamanten und Feuersteine, Frankfurt am Main 2002
- Roberto Arlt: Das böse Spielzeug, Frankfurt am Main 2006
- Léon Bloy: Unliebsame Geschichten, Stuttgart 1983
- Alfredo Bryce Echenique: Ein Frosch in der Wüste, Frankfurt am Main 2003
- Alejo Carpentier: Die Methode der Macht, Frankfurt am Main 1989
- Jean Carrière: Der Sperber von Maheux, Heidelberg 1980
- Rafael Chirbes: Mimoun, Berlin 1990
- Rafael Chirbes: Der Schuß des Jägers, München 1996
- Julio Cortázar: Im Silvaland, Frankfurt am Main 2000
- Alonso Cueto: Die blaue Stunde, Berlin 2007
- Álvaro Cunqueiro: Die Chroniken des Kantors, Frankfurt am Main 1996
- Álvaro Cunqueiro: In Gesellschaft des Zauberers, Frankfurt am Main 1992
- Marco Denevi: Ein Hund auf Albrecht Dürers Stich "Ritter, Tod und Teufel", Frankfurt am Main 2006
- Michel Déon: Alles geben die Götter, München 1985 (übersetzt zusammen mit Margaret Carroux)
- David Cooper, Michel Foucault, Marquis de Sade u. a.: Der eingekreiste Wahnsinn, Frankfurt am Main 1979
- C. Sylvia Weber (Hrsg.): Fernando Botero. Übers. Elke Wehr. Swiridoff, Künzelsau 2005, ISBN 3-89929-054-2. Katalog zur Ausstellung vom 11. November 2005 – 17. April 2006 Kunsthalle Würth, Schwäbisch Hall
- Ramón Gómez de la Serna: Die Wahrheit über Picasso und den Kubismus, Berlin 1990
- Tulio Halperín Donghi: Geschichte Lateinamerikas von der Unabhängigkeit bis zur Gegenwart, Frankfurt am Main 1991
- Errico Malatesta: Gesammelte Schriften 2 Bde. Berlin 1977, 1980
- Luigi Malerba: Die nachdenklichen Hühner, Berlin 1984
- Javier Marías: Alle Seelen oder Die Irren von Oxford, München [u. a.] 1991
- Javier Marías: Als ich sterblich war, Stuttgart 1999
- Javier Marías: Dein Gesicht morgen, Stuttgart (übersetzt zusammen mit Luis Ruby)

1. Fieber und Lanze, 2004
2. Tanz und Traum, 2006
3. Gift und Schatten und Abschied, 2010

- Javier Marías: Der Gefühlsmensch, München 1992
- Javier Marías: Mein Herz so weiß, Stuttgart 1996
- Javier Marías: Die Reise über den Horizont, Stuttgart 2002
- Javier Marías: Schwarzer Rücken der Zeit, Stuttgart 2000
- Octavio Paz: Verbindungen – Trennungen, Frankfurt am Main 1984 (übersetzt zusammen mit Rudolf Wittkopf)
- Octavio Paz: Zwiesprache, Frankfurt am Main 1984 (übersetzt zusammen mit Rudolf Wittkopf)
- Ricardo Piglia: Kurzformen, Berlin 2006
- Álvaro Pombo: Der Held der Mansarden von Mansard, München [u. a.] 1988
- Álvaro Pombo: Leichte Vergehen, München [u. a.] 1991
- Julián Ríos: Hüte für Alice, Berlin [u. a.] 1994
- Manuel Rivas: Der Bleistift des Zimmermanns, Frankfurt am Main 2002
- Manuel Rivas: In wilder Gesellschaft, Frankfurt am Main 1998
- Manuel Rivas: Die Nacht, in der ich auf Brautschau ging, Frankfurt am Main 2002
- Augusto Roa Bastos: Gegenlauf, Frankfurt am Main 1997
- Augusto Roa Bastos: Ich, der Allmächtige, Frankfurt am Main 2000
- Jorge Semprún: Zwanzig Jahre und ein Tag, Frankfurt am Main 2005
- Javier Tomeo: Der Löwenjäger, Berlin 1988
- Javier Tomeo: Der Marquis schreibt einen unerhörten Brief, Berlin 1984
- Javier Tomeo: Der Mensch von innen und andere Katastrophen, Berlin 1989
- Javier Tomeo: Mütter und Söhne, Berlin 1986
- Fernando Vallejo: Blaue Tage, Frankfurt, M. 2008
- Mario Vargas Llosa: Die Anführer, Frankfurt am Main 1993
- Mario Vargas Llosa: Das böse Mädchen, Frankfurt am Main 2006
- Mario Vargas Llosa: Das Fest des Ziegenbocks, Frankfurt am Main 2001
- Mario Vargas Llosa: Der Fisch im Wasser, Frankfurt am Main 1995
- Mario Vargas Llosa: Gegen Wind und Wetter, Frankfurt am Main 1988
- Mario Vargas Llosa: Geheime Geschichte eines Romans, Frankfurt am Main 1992
- Mario Vargas Llosa: Die geheimen Aufzeichnungen des Don Rigoberto, Frankfurt am Main 1997
- Mario Vargas Llosa: Der Geschichtenerzähler, Frankfurt am Main 1990
- Mario Vargas Llosa: Lob der Stiefmutter, Frankfurt am Main 1989
- Mario Vargas Llosa: Maytas Geschichte, Frankfurt am Main 1986
- Mario Vargas Llosa: Das Paradies ist anderswo, Frankfurt am Main 2004
- Mario Vargas Llosa: Tod in den Anden, Frankfurt am Main 1997
- Mario Vargas Llosa: Ein trauriger, rabiater Mann, Frankfurt am Main 2000
- Mario Vargas Llosa: Die Wahrheit der Lügen, Frankfurt am Main 1994
- Mario Vargas Llosa: Wer hat Palomino Molero umgebracht?, Frankfurt am Main 1988
- Vereinheitlichung des Handelsgesellschaftsrechts in der EWG, Heidelberg 1970
- Auguste de Villiers de L’Isle-Adam: Der Tischgast der letzten Feste, Stuttgart 1984